# Векшенга
Векшенга — река в России, протекает по Междуреченскому району Вологодской области. Устье реки находится в 394 км от устья Сухоны по правому берегу. Длина реки составляет 24 км.
Исток находится в 30 км к юго-востоку от райцентра — села Шуйское. Векшенга течёт на север по заболоченной лесистой местности. Населённых пунктов на реке нет, за исключением деревни Верхний Починок (Сельское поселение Сухонское), которая стоит в месте впадения Векшенги в Сухону.

## Данные водного реестра
По данным государственного водного реестра России относится к Двинско-Печорскому бассейновому округу, водохозяйственный участок реки — Северная Двина от начала реки до впадения реки Вычегда, без рек Юг и Сухона (от истока до Кубенского гидроузла), речной подбассейн реки — Сухона. Речной бассейн реки — Северная Двина.
Код объекта в государственном водном реестре — 03020100312103000007391.